# Belview (Wirginia)
Belview – jednostka osadnicza w Stanach Zjednoczonych, w stanie Wirginia, w hrabstwie Montgomery.